# Campeonato nacional de Estados Unidos 1964
Lista de los campeones del Campeonato nacional de Estados Unidos de 1964:

## Senior

### Individuales masculinos
Roy Emerson vence a  Fred Stolle, 6–4, 6–2, 6–4

### Individuales femeninos
Maria Bueno vence a  Carole Caldwell Graebner, 6–1, 6–0

### Dobles masculinos
Chuck McKinley /  Dennis Ralston vencen a  Graham Stilwell /  Mike Sangster, 6–3, 6–2, 6–4

### Dobles femeninos
Carole Caldwell Graebner /  Nancy Richey vencen a  Margaret Smith /  Lesley Turner, 3–6, 6–2, 6–4

### Dobles mixto
Margaret Smith /  John Newcombe vencen a  Judy Tegart /  Ed Rubinoff, 10–6, 4–6, 6–3
| Predecesor: 1963                         | Campeonato nacional de Estados Unidos 1964 | Sucesor: 1965                         |
| Predecesor: Campeonato de Wimbledon 1964 | Grand Slam 1964                            | Sucesor: Campeonato de Australia 1965 |

- Datos: Q2410078